# Mauro Finetto
Mauro Finetto (* 10. Mai 1985 in Tregnago) ist ein italienischer Radrennfahrer.

## Karriere
Mauro Finetto wurde 2003 italienischer Vizenmeister im Zeitfahren und im Straßenrennen der Junioren. In der Saison 2007 wurde er Dritter im Straßenrennen der nationalen U23-Meisterschaft. Außerdem belegte er den dritten Platz in der Gesamtwertung des Giro della Valle d’Aosta.
Hierauf erhielt er ab der Saison 2008 seinen ersten Vertrag bei einem Professional Continental Team, der Mannschaft CSF Group-Navigare. In seinem ersten Jahr dort wurde er unter anderem Sechster beim Klassiker Lombardei-Rundfahrt und gewann 2009 mit dem Eintagesrennen Hel van Het Mergelland seinen ersten Wettbewerb des internationalen Kalenders.
Nachdem Finetto 2010 und 2011 für italienische UCI ProTeam Liquigas-Doimo fuhr und mit der Vuelta a España 2010 seine erste Grand Tour als 77. beendete, war er in den Folgejahren wieder bei kleineren Radsportteams unter Vertrag. Er gewann unter anderem die Gesamtwertungen der Etappenrennen Tour du Limousin 2014,  der Sibiu Cycling Tour 2015 und der Slowakei-Rundfahrt 2016.

## Erfolge
2009
- Hel van het Mergelland
- zwei Etappen Presidential Cycling Tour of Turkey

2010
- Mannschaftszeitfahren Settimana Internazionale

2014
- Grand Prix di Lugano
- Gesamtwertung und eine Etappe Tour du Limousin

2015
- Gesamtwertung, Bergwertung, Punktwertung und eine Etappe Sibiu Cycling Tour

2016
- Punktewertung Settimana Internazionale
- Gesamtwertung und eine Etappe Slowakei-Rundfahrt

2017
- Classic Sud Ardèche

2018
- Bergwertung Luxemburg-Rundfahrt

2019
- eine Etappe Settimana Internazionale

## Teams
- 2008 CSF Group-Navigare
- 2009 CSF Group-Navigare
- 2010 Liquigas-Doimo
- 2011 Liquigas-Cannondale
- 2013 Vini Fantini-Selle Italia
- 2014 Neri Sottoli
- 2015 Southeast
- 2016 Unieuro Wilier
- 2017 Delko Marseille Provence KTM
- 2018 Delko Marseille Provence KTM
- 2019 Delko Marseille Provence